# Liebfraumilch
Liebfraumilch eller Liebfrau(e)nmilch er en fornem vin fra Tyskland. Den har lagt navn til en type halvsød tysk hvidvin, som produceres hovedsageligt til eksport i regionerne Rheinhessen, Pfalz og Nahe. Navnet er tysk og betyder Vor Frues mælk.
Fællesbetegnelsen Liebfraumilch produceres i de fleste af Tysklands gamle vinområder. Mosel er en vigtig undtagelse.
Langt bedre halvsøde vine betegnes Spätlese eller Auslese.
Det er ikke tilladt at angive druesort på etiketten eller en mere præcis lokalitet end regionen. I realiteten er Müller-Thurgau den dominerende druesort, da den er almindelig, letavlet og vanskelig at sælge i eget navn.
Til trods for at betegnelsen Liebfraumilch forbindes med vin af dårlig kvalitet, kræver den tyske vinlov at den er på niveauet Qualitätswein bestimmter Anbaugebiete (QbA) – det tredje niveau ud af fire. Den skal desuden komme fra Rheinhessen, Pfalz, Nahe eller Rheingau, og druerne skal være mindst 70 % Riesling, Silvaner eller Müller-Thurgau og skal indeholde mindst 18-40 g/L restsukker.
 Der er for få eller ingen kildehenvisninger i denne artikel, hvilket er et problem. Du kan hjælpe ved at angive troværdige kilder til de påstande, som fremføres i artiklen.